# Raúl Mermot
Raúl Mermot (nacido en 1936) es un militar uruguayo.

## Biografía
Durante la dictadura cívico-militar fue intendente interventor del departamento de Rivera. Luego fue jefe de Policía de Artigas, y posteriormente jefe de Policía de Montevideo en 1984. 
Presidió el Círculo Militar "Gral. Artigas".
Fue comandante en jefe del Ejército Nacional de Uruguay; se retiró en 1997 con la jerarquía de teniente general. Es considerado una persona de prestigio dentro de las Fuerzas Armadas del Uruguay.
Toda la vida votó al Partido Colorado. Después de su retiro, comenzó a militar activamente en política. Aspiró a convertirse en «el ala derecha del partido, pero una derecha bien entendida: republicana, democrática, liberal».
En 2006 el gobierno argentino solicitó por segunda vez a la justicia uruguaya que ordene su extradición por violaciones a los derechos humanos cometidas durante la dictadura debido al secuestro y la desaparición de personas en el marco del Plan Cóndor.
En febrero de 2009, conjuntamente con el diputado colorado Daniel García Pintos, presentaron la agrupación Identidad Oriental, lista 1811, con la cual apoyaron la precandidatura presidencial de José Amorín en las elecciones internas de junio.
En 2010 Mermot defendió públicamente a los represores encarcelados por violar derechos los humanos y los calificó de «presos políticos».